# The Andantes
The Andantes, bestaande uit Jackie Hicks (4 november 1939), Marlene Barrow (25 september 1941 - 23 februari 2015) en Louvain Demps (7 april 1938), waren een Amerikaanse groep van drie vrouwelijke vocale sessiemuzikanten in het rhythm-and-bluesgenre, die anoniem als achtergrondzangeressen te horen zijn op vele songs die in de jaren 1962-1971 werden uitgebracht door de platenlabels van hitmachine Motown (Gordy Records, Motown Records, Tamla Records, Soul Records, V.I.P. Records). In de jaren 1989-1992 maakten The Andantes een herstart, waarbij de groep werd uitgebreid met Pat Lewis (23 oktober 1947 – 2 september 2024).

## Loopbaan
The Andantes, die sinds 1958 bestonden onder de naam The Darnells, waren zoals veel soulzangers al vanaf hun vroegste jeugd actief met gospelmuziek. Louvain Demps, die in 1961 Emily Philips opvolgde, had een sopraanstem, Marleen Barrow zong mezzo en Jackie Hicks was alt. Hun bereik was soepel genoeg om de grenzen van hun specifieke stemtype te kunnen overschrijden. 

### Motown
Toen in 1962 The Rayber Voices werden opgeheven namen The Andantes voortaan de achtergrondzang bij Motown voor hun rekening. Ze werden gecontracteerd door Motown-eigenaar Berry Gordy, die hun zangkwaliteiten zeer waardeerde, want ze hadden - anders dan de meeste artiesten - een degelijke zangopleiding genoten. Hij was echter van mening dat ze als podiumpersoonlijkheden niet genoeg uitstraling hadden om hits te scoren. Bovendien had de Motown-opnamestudio Hitsville USA in Detroit een voortdurende productie onder zo'n hoge druk, dat The Andantes als achtergrondzangeressen niet konden worden gemist.
Een zelfstandige carrière zat er voor hen dus niet in, maar ze zouden volgens overlevering op 20.000 tracks te horen zijn en meer hits  hebben gemaakt dan wie ook, afgezien van Motowns instrumentale begeleidingsgroep die informeel bekend stond als The Funk Brothers. Toch waren ze bij het publiek onbekend, want de bijdragen van The Andantes moesten steeds anoniem blijven, evenals die van hun mannelijke collega's The Spinners en The Originals, en The Funk Brothers. De beroemdere sterren van wie de zang op hun plaatopnamen door The Andantes werd ondersteund, waren bijvoorbeeld (Diana Ross &) The Supremes, Martha (Reeves) & the Vandellas, The Marvelettes, The Temptations, Stevie Wonder, The Four Tops, Jimmy Ruffin, Edwin Starr, Marvin Gaye en Tammi Terrell (zowel solo als samen), The Isley Brothers, Mary Wells en Brenda Holloway. Vooral het succesvolle schrijvers- en producententrio Holland-Dozier-Holland maakte graag gebruik van de vocale diensten van The Andantes. 
Door hun zang droegen zij in belangrijke mate bij aan de speciale sound waaraan de soul- en rhythm-and-bluesmuziek van Motown in de jaren zestig zijn succes te danken had. Er werd wel gezegd dat de Four Tops niet hadden kunnen bestaan zonder The Andantes op de achtergrond. Marvin Gaye (zelf een voormalig sessiemuzikant) was de enige die The Andantes uitdrukkelijk wel als medewerkenden liet vermelden, op het album What's Going On waarover hij volledige artistieke zeggenschap had gekregen.
Er bestaan diverse opnamen van The Supremes, Martha & The Vandellas en The Marvelettes waarop naast de leadzangeres (Diana Ross, Martha Reeves respectievelijk Gladys Horton, Wanda Young of Ann Bogan) uitsluitend The Andantes zingen. Ook werden opnamen van The Marvelettes soms door The Andantes overgedubd. Dat gebeurde vooral aan het eind van de jaren zestig, en altijd anoniem. De 'echte' Supremes (Mary Wilson en Cindy Birdsong), Vandellas en Marvelettes namen de live-optredens en tv-shows voor hun rekening, waarbij ze soms de zang van The Andantes playbackten. 
Toch traden The Andantes enkele malen uit de anonimiteit. In 1963 maakten ze onder de naam The Darnells, samen met The Marvelettes, de single Too Hurt to Cry, Too Much in Love to Say Goodbye. In 1964 werd van The Andantes de single (Like A) Nightmare uitgebracht, maar ook daarbij waren Hicks, Barrow en Demps alleen de achtergrondstemmen, terwijl Ann Bogan de leadzangeres was. 
Hoewel Motown vele miljoenen verdiende aan de verkoop van de hits, kregen de sessiemuzikanten een laag loon dat niet in verhouding stond tot hun prestaties en talenten. Toch gingen The Andantes niet weg bij de 'Motown-family': Louvain Demps verklaarde in 2009 dat ze de bloeiperiode van de studio voor geen goud had willen missen. Om hun salaris aan te vullen werkten ze soms stiekem mee aan opnamen buiten Motown. Voor Berry Gordy, die het werken voor concurrerende studio's streng verboden had, moest dit verborgen blijven. Zo zijn Jackie Hicks en Marlene Barrow samen met Pat Lewis, Maurice White en vier Funk Brothers (James Jamerson, Richard "Pistol" Allen, Robert White en Johnny Griffith) te horen op (Your Love Keeps Lifting Me) Higher and Higher, een grote hit uit 1967 van Jackie Wilson op het label Brunswick Records. 
Toen Motown in 1971 verhuisde van Detroit naar Los Angeles werden The Andantes bedankt voor hun diensten. Voor hen was geen emplooi meer in de platenwereld en ze besloten in 1975 de groep te ontbinden.

### Na Motown
The Andantes kregen een nieuwe kans toen ze in de jaren 1989-1992 onder contract stonden bij het Britse label Motorcity Records van Ian Levine. Die stelde zich ten doel oude Motown-hits nieuw leven in te blazen en nieuw materiaal toe te voegen. Daarvoor werden veel van de oorspronkelijke artiesten aangetrokken, onder wie Brenda Holloway, Martha Reeves, Mary Wells, Kim Weston, Mary Wilson, Edwin Starr, de broers Jimmy en David Ruffin en de songschrijvers Johnny Bristol en Ivy Jo Hunter. In enkele jaren tijd namen 108 vroegere Motown-artiesten 850 nummers op en The Andantes leverden daarbij als vanouds de achtergrondzang. De groep was uitgebreid met een extra sopraan, Pat Lewis, die achtergrondzangeres was geweest voor Aretha Franklin en Isaac Hayes en bij Motown af en toe met The Andantes had meegezongen. Motorcity Records gaf The Andantes ook de kans om onder eigen naam op te nemen. Van hen verschenen de singles Lightning Never Strikes Twice en All Around the Motorcity en het album Fire Power. In 1992 maakte Louvain Demps het album Better Times. Het ambitieuze project van Ian Levine bracht commercieel echter niet het succes dat ervan werd verwacht. In 1992 werd het beëindigd en stonden The Andantes weer op straat.  
In augustus 2014 werden The Andantes in Canton (Ohio) binnengeleid in de Rhythm and Blues Hall of Fame.
Op 23 februari 2015 overleed een van de Andantes, (Judith) Marlene Barrow (Tate), in de leeftijd van 73 jaar. Pat(sy Ruth) Lewis stierf op 2 september 2024 op 76-jarige leeftijd.

## Repertoire (selectie)
Het geluid van The Andantes is te horen op vele hits van Motown-platenlabels, zonder vermelding op de labels en platenhoezen. Tot de nummers met The Andantes behoren:
- Mary Wells
  - My Guy
- Four Tops
  - I Can't Help Myself - Reach Out I'll Be There - Baby I Need Your Loving - Without the One You Love (Life's Not Worthwhile) - Ask the Lonely - It's the Same Old Song - Something about You - Shake Me, Wake Me (When It's Over) - Reach Out I'll Be There - Standing in the Shadows of Love - Bernadette - 7 Rooms of Gloom - You Keep Running Away - I'm in a Different World - Still Water (Love) - Walk Away Renee - If I Were a Carpenter
- The Supremes
  - Love Is Here and Now You're Gone - Love Child - Children's Christmas Song - In and out of Love - Forever Came Today - Love Child - I'm Livin' in Shame - The Composer
- Marvin Gaye
  - I Heard It Through the Grapevine - Baby Don't You Do It - What Good Am I Without You - How Sweet It Is (To Be Loved by You) - I'll Be Doggone - Pretty Little Baby - Ain't That Peculiar - One More Heartache - Take This Heart of Mine - Little Darling (I Need You) - Your Unchanging Love - Too Busy Thinking About My Baby - That's the Way Love Is - The End of Our Road - Save the Children - What's Going On (album)
- Marvin Gaye & Tammi Terrell
  - This Poor Heart Of Mine - Give In, You Just Can't Win - When Love Comes Knocking At My Heart - Two Can Have A Party - Come On And See Me - Oh How I'd Miss You - Love Woke Me Up This Morning
- Brenda Holloway
  - When I'm Gone - Operator - You Can Cry on My Shoulder - Together 'Til the End of Time
- Martha & the Vandellas
  - You've Been in Love Too Long - Love (Makes Me Do Foolish Things) - My Baby Loves Me - I'm Ready for Love - Jimmy Mack - I Promise to Wait My Love - Forget Me Not - I Can't Dance to That Music You're Playing - (We've Got) Honey Love - Taking My Love (And Leaving Me) - I Should Be Proud
- The Marvelettes
  - Tie a String Around Your Finger - I'll Keep Holding On - Don't Mess with Bill - You're The One - The Hunter Gets Captured by the Game - When You're Young and in Love - My Baby Must Be a Magician - Here I Am Baby - Destination: Anywhere - What's Easy for Two Is So Hard for One - I'm Gonna Hold On As Long As I Can - That's How Heartaches Are Made - Marionette - A Breathtaking Guy
- The Temptations
  - It's Growing - Last One Out is Broken Hearted - Just Another Lonely Night - That'll Be the Day - Love Woke Me Up This Morning
- Stevie Wonder
  - Yester-Me, Yester-You, Yesterday
- Jackie Wilson (Brunswick Records)
  - (Your Love Keeps Lifting Me) Higher and Higher - I Get the Sweetest Feeling